# Canton de Montbéliard
Le canton de Montbéliard est une circonscription électorale française du département du Doubs.

## Histoire
Créé au XIXe siècle, il est scindé entre les cantons de Montbéliard-Ouest et de canton de Montbéliard-Est par décret du 16 août 1973.
Un nouveau découpage territorial du Doubs entre en vigueur à l'occasion des élections départementales de mars 2015, défini par le décret du 25 février 2014, en application des lois du 17 mai 2013 (loi organique 2013-402 et loi 2013-403). Les conseillers départementaux sont, à compter de ces élections, élus au scrutin majoritaire binominal mixte. Les électeurs de chaque canton élisent au Conseil départemental, nouvelle appellation du Conseil général, deux membres de sexe différent, qui se présentent en binôme de candidats. Les conseillers départementaux sont élus pour 6 ans au scrutin binominal majoritaire à deux tours, l'accès au second tour nécessitant 12,5 % des inscrits au 1er tour. En outre la totalité des conseillers départementaux est renouvelée. Ce nouveau mode de scrutin nécessite un redécoupage des cantons dont le nombre est divisé par deux avec arrondi à l'unité impaire supérieure si ce nombre n'est pas entier impair, assorti de conditions de seuils minimaux. Dans le Doubs, le nombre de cantons passe ainsi de 35 à 19. Le canton de Montbéliard est reconstitué par ce décret.
Le nouveau canton de Montbéliard est formé de communes des anciens cantons de Montbéliard-Ouest et Montbéliard-Est (2 communes), d'Audincourt (1 commune) et de Valentigney (1 commune). Le canton est entièrement inclus dans l'arrondissement de Montbéliard. Le bureau centralisateur est situé à Montbéliard.

## Représentation

### Conseillers généraux de 1833 à 1973
| Période | Période      | Identité                                 | Étiquette     | Qualité |
| ------- | ------------ | ---------------------------------------- | ------------- | --- |
| 1833    | 1836         | Charles-David-Louis Beurnier (1791-1841) |               | Commandant du Génie |
| 1836    | 1843         | Charles Lalance                          |               | Manufacturier à Montbéliard |
| 1843    | 1848         | Georges Berger                           |               | Propriétaire à Dung, agent de change à Paris                                                                                      |
| 1848    | 1852         | Auguste Goguel                           |               | Notaire à Montbéliard |
| 1852    | 1855 (décès) | Ferdinand-Léopold Sahler (1801-1855)     |               | Manufacturier (filateur), ancien adjoint au maire de Montbéliard (en 1848), conseiller d'arrondissement                           |
| 1856    | 1867         | Charles Frédéric Morel père              |               | Banquier à Montbéliard, conseiller d'arrondissement                                                                               |
| 1867    | 1877         | Alexandre Lalance                        | Droite        | Banquier, rentier - Maire de Montbéliard (1865-1871), conseiller d'arrondissement                                                 |
| 1877    | 1907         | Charles-Louis Fallot                     | Rad.          | Pharmacien Maire de Montbéliard (1875-1877, 1878-1879)                                                                            |
| 1907    | 1919         | Frédéric Thourot                         | Rad.          | Industriel à Montbéliard, ancien conseiller d'arrondissement                                                                      |
| 1919    | 1922 (décès) | Léon Parrot                              | Rad.          | Rentier à Montbéliard |
| 1922    | 1931         | Edmond Ienné                             | Rad.          | Industriel - Maire de Sochaux |
| 1931    | 1940         | Armand Bermont (1882-1946)               | SFIO          | Ouvrier mécanicien puis inspecteur d’assurances Maire de Montbéliard (1929-1946) Nommé conseiller départemental en 1943           |
|         |              |                                          |               | |
| 1943    | 1945         | Maurice Baufle                           | URD           | Avocat Conseiller municipal de Montbéliard Sénateur (1934-1945) Nommé conseiller départemental en 1943                            |
| 1945    | 1973         | Ernest Lelache (1893-1987)               | SFIO puis DVG | Maire de Bavans (1925-1983), ancien conseiller d'arrondissement, ancien résistant Elu en 1973 dans le Canton de Montbéliard-Ouest |

### Conseillers d'arrondissement (de 1833 à 1940)
Le canton de Montbéliard avait deux conseillers d'arrondissement (sauf de 1926 à 1931).
| Période                                  | Période          | Identité                                    | Étiquette   | Qualité |
| ---------------------------------------- | ---------------- | ------------------------------------------- | ----------- | --- |
| 1833                                     | 1834             | Pierre-Frédéric Charles Fallot (1785-1864)  |             | Pharmacien                                                                                                  |
| 1833                                     | 1845             | Charles-Samuel Sahler (1792-1866)           |             | Docteur en médecine, maire de Montbéliard                                                                   |
| 1834                                     | 1839             | Georges-Louis Sahler (1792-1869)            |             | Négociant, manufacturier à Montbéliard                                                                      |
| 1839                                     | 1848             | Charles-Frédéric Morel (1792-1873)          |             | Directeur de la poste de Montbéliard                                                                        |
| 1845                                     | 1852             | Léopold-Ferdinand Sahler (1801-1855)        |             | Filateur à Montbéliard                                                                                      |
| 1848                                     | 1856             | Charles-Frédéric Morel                      |             | Banquier |
| 1855                                     | 1867             | Alexandre Lalance (1790-1875)               |             | Ancien officier (capitaine d'artillerie), Montbéliard                                                       |
| 1856                                     | 1871             | Pierre-Frédéric Morel-Macler (1787-1883)    |             | Architecte à Montbéliard                                                                                    |
| 1867                                     | 1871             | Charles-Samuel-Frédéric Fallot (1810-1872)  |             | Pharmacien à Montbéliard                                                                                    |
| 1871                                     | 1889             | Frédéric Louis Beucler-Bourquin (1832-1904) |             | Propriétaire, cultivateur, négociant, maire de Bart                                                         |
| 1871                                     | 1872             | Armand-Arsène Bernard                       |             | Notaire |
| 1872                                     | 1877             | Louis-Frédéric-Eugène Mégnin                |             | Banquier |
| 1877                                     | 1882 (démission) | Jules Brellmann                             |             | Avocat |
| 1882                                     | 1888             | Charles Berger                              |             | Négociant                                                                                                   |
| 1889                                     | 1895             | Louis Pardonnet (1851-1899)                 |             | Notaire, maire de Montbéliard, Président du Conseil d'arrondissement                                        |
| 1895                                     | 1898             | Pierre-Georges Goguel-Fernand               |             | Maire d'Allondans                                                                                           |
| 1895                                     | 1898             | Frédéric Thourot                            | Républicain | Fabricant de limes à Montbéliard                                                                            |
|                                          |                  |                                             |             | |
| 1919                                     | 1926             | Émile Beinier                               | Rad.        | Industriel à Montbéliard                                                                                    |
| 1919                                     | 1931             | Joseph Rossel                               | Rad.        | Maire de Montbéliard (1925-1929)                                                                            |
| 1928                                     | 1940             | Ernest Lelache (1893-1987)                  | SFIO        | Maire de Bavans (1925-1983)                                                                                 |
| 1934                                     | 1935 (décès)     | Henri Contejean (1885-1935)                 | SFIO        | Maire de Bethencourt                                                                                        |
| 1935                                     | 1940             |                                             |             | |
| 1940                                     |                  |                                             |             | Les conseils d'arrondissement ont été suspendus par la loi du 12 octobre 1940 et n'ont jamais été réactivés |
| Les données manquantes sont à compléter. |                  |                                             |             | |

### Conseillers départementaux après 2015
| Période élective | Période élective | Mandat | Mandat   | Identité             | Nuance | Nuance | Qualité |
| ---------------- | ---------------- | ------ | -------- | -------------------- | ------ | ------ | --- |
| 2015             | 2021             | 2015   | 2021     | Virginie Chavey      |        | LR     | Responsable administrative conseillère municipale de Montbéliard jusqu'en 2020 3e vice-présidente, chargée des collèges |
| 2015             | 2021             | 2015   | 2021     | Jean-Luc Guyon       |        | LR     | Professeur des écoles retraité adjoint au maire de Bart (maire depuis 2020)                                             |
| 2021             | 2028             | 2021   | en cours | Priscilla Borgerhoff |        | DVD    | Professeure, conseillère municipale de Montbéliard                                                                      |
| 2021             | 2028             | 2021   | en cours | Jean-Luc Guyon       |        | LR     | Conseiller sortant |

### Résultats détaillés

#### Élections de mars 2015
À l'issue du 1er tour des élections départementales de 2015, deux binômes sont en ballottage : Virginie Chavey et Jean-Luc Guyon (UMP, 32,2 %) et Sylvain Mary et Sylvianne Schott (FN, 28,9 %). Le taux de participation est de 45,06 % (8 249 votants sur 18 307 inscrits) contre 52,68 % au niveau départemental et 50,17 % au niveau national.
Au second tour, Virginie Chavey et Jean-Luc Guyon (UMP) sont élus avec 65,02 % des suffrages exprimés et un taux de participation de 44,73 % (4 677 voix pour 8 188 votants et 18 307 inscrits).

#### Élections de juin 2021
Le premier tour des élections départementales de 2021 est marqué par un très faible taux de participation (33,26 % au niveau national). Dans le canton de Montbéliard, ce taux de participation est de 27,8 % (4 807 votants sur 17 291 inscrits) contre 34,1 % au niveau départemental. À l'issue de ce premier tour, deux binômes sont en ballottage : Priscilla Borgerhoff et Jean-Luc Guyon (LR, 33,55 %) et Lionel Manière et Sidonie Marchal (Union à gauche, 30,81 %).
Le second tour des élections est marqué une nouvelle fois par une abstention massive équivalente au premier tour. Les taux de participation sont de 34,3 % au niveau national, 35,83 % dans le département et 31,42 % dans le canton de Montbéliard. Priscilla Borgerhoff et Jean-Luc Guyon (LR) sont élus avec 56,75 % des suffrages exprimés (2 775 voix pour 5 433 votants et 17 294 inscrits),,. 

## Composition

### Composition avant 1973
Avant sa scission, le canton de Montbéliard était composé de vingt et une communes entières.
- Montbéliard,
- Aibre,
- Allondans,
- Bart,
- Bavans,
- Bethoncourt,
- Beutal,
- Bretigney,
- Désandans,
- Dung,
- Échenans,
- Issans,
- Laire,
- Lougres,
- Présentevillers,
- Raynans,
- Sainte-Marie,
- Sainte-Suzanne,
- Saint-Julien-lès-Montbéliard,
- Semondans,
- Le Vernoy.

### Composition depuis 2015
Le nouveau canton de Montbéliard regroupe quatre communes entières.
| Nom                                 | Code Insee | Intercommunalité                     | Superficie (km2) | Population (dernière pop. légale) | Densité (hab./km2) | Modifier                                    |
| ----------------------------------- | ---------- | ------------------------------------ | ---------------- | --------------------------------- | ------------------ | ------------------------------------------- |
| Montbéliard (bureau centralisateur) | 25388      | CA Pays de Montbéliard Agglomération | 15,01            | 25 516 (2022)                     | 1 700              | modifier les données · modifier les données |
| Bart                                | 25043      | CA Pays de Montbéliard Agglomération | 3,84             | 2 015 (2022)                      | 525                | modifier les données · modifier les données |
| Courcelles-lès-Montbéliard          | 25170      | CA Pays de Montbéliard Agglomération | 2,40             | 1 387 (2022)                      | 578                | modifier les données · modifier les données |
| Sainte-Suzanne                      | 25526      | CA Pays de Montbéliard Agglomération | 1,59             | 1 461 (2022)                      | 919                | modifier les données · modifier les données |
| Canton de Montbéliard               | 2513       |                                      | 22,84            | 30 379 (2022)                     | 1 330              | modifier les données                        |

## Démographie
En 2022, le canton comptait 30 379 habitants, en évolution de +1,01 % par rapport à 2016 (Doubs : +1,88 %, France hors Mayotte : +2,11 %).
| 2013   | 2018   | 2022   |
| ------ | ------ | ------ |
| 30 271 | 30 592 | 30 379 |